# Herbert Siegfried
Herbert Siegfried (* 6. Dezember 1901 in Schwerin; † 18. April 1988 in München) war ein deutscher Botschafter.

## Leben
Der Vater von Herbert Siegfried war Generalstaatsanwalt Paul Siegfried in Rostock. Von 1920 bis 1924 studierte er an den Universitäten Heidelberg, München und Rostock Rechtswissenschaft; er wurde 1927 zum Doktor der Rechtswissenschaften promoviert. Er war Mitglied der Studentenverbindung Leonensia Heidelberg. 1928 bestand Siegfried das zweite juristische Staatsexamen.
1929 trat Siegfried in den auswärtigen Dienst. 1934 wurde er als Legationssekretär nach Kairo entsandt. 1937 trat Herbert in die NSDAP mit der Mitgliedsnummer 4.009.260 ein. Von 1937 bis 1943 wurde Siegfried in der Wilhelmstraße (Berlin-Mitte) beschäftigt. Von 1943 bis 1945 war Siegfried Generalkonsul in Genf.
Von 1947 bis 1951 übte Siegfried den Beruf des Rechtsanwalts in Bielefeld aus. 1951 wurde er in den auswärtigen Dienst der Bundesrepublik Deutschland aufgenommen. Von 1951 bis 1954 war Siegfried Botschaftsrat in Brüssel. Im Sommer 1954 wurde er als Gesandter I. Klasse nach Stockholm gesandt.